# Janeane Garofalo

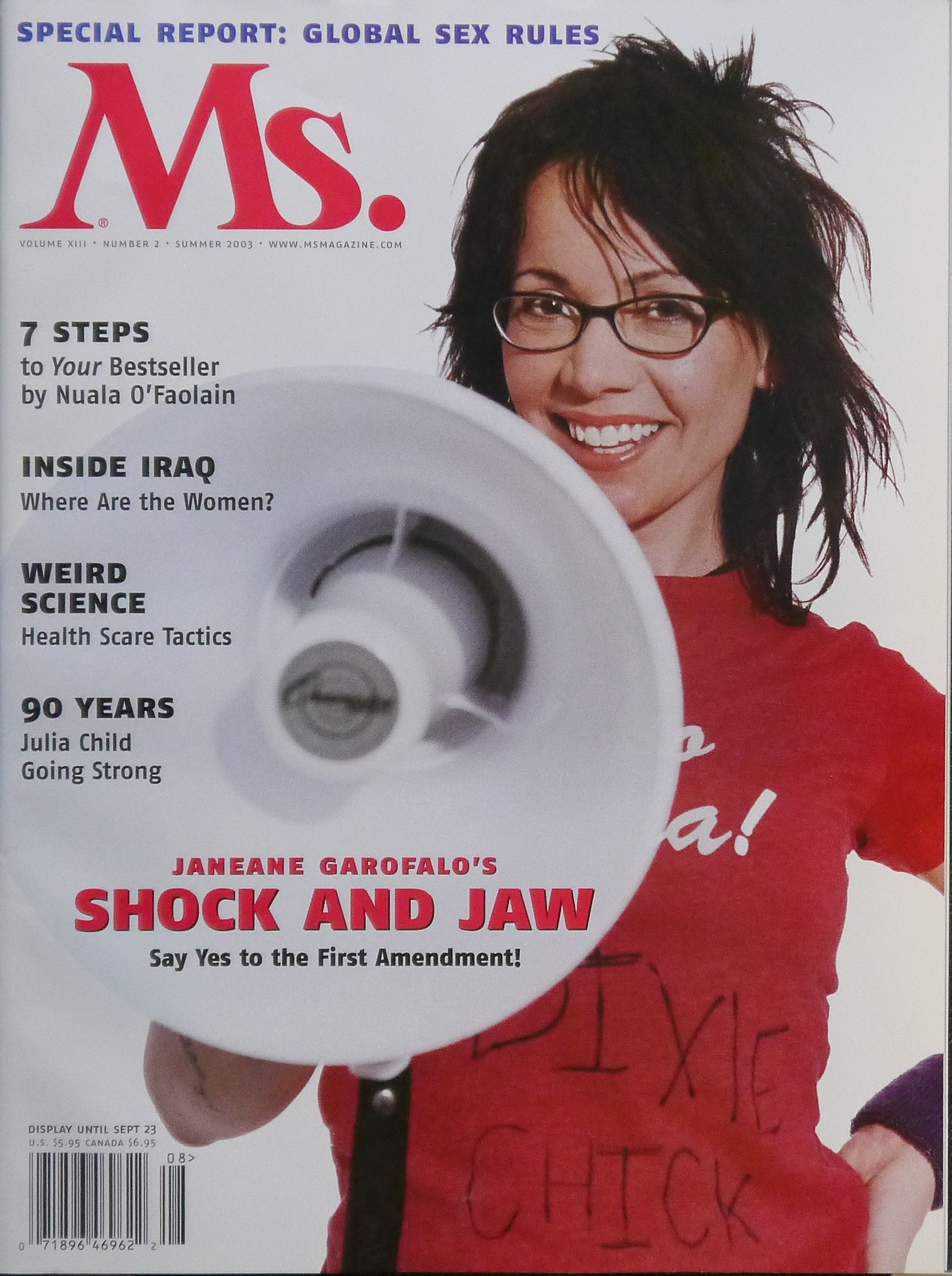
Janeane Garofalo (2003)

Janeane Garofalo (* 28. September 1964 in Newton, New Jersey) ist eine US-amerikanische Schauspielerin und Komikerin.

## Leben
Ihr Vater Carmine Garofalo ist italienischer, ihre Mutter Joan irischer Abstammung. Janeane Garofalo übte mehrere Berufe aus, bevor sie 1985 als Komikerin debütierte. Von 1992 bis 1993 war sie neben Ben Stiller, Bob Odenkirk und Andy Dick in der Sketchcomedy-Serie The Ben Stiller Show zu sehen, für die sie auch schrieb.
Sie spielte in dem Film Reality Bites – Voll das Leben (1994) neben Winona Ryder, Ethan Hawke und Ben Stiller, in dem Film Cable Guy – Die Nervensäge (1996) neben Jim Carrey und Matthew Broderick. In Lügen haben lange Beine (1996) spielte sie neben Uma Thurman; für ihre Rolle war sie für einen MTV Movie Award nominiert. Ihre Stimme war in dem Zeichentrickfilm Titan A.E. (2000) neben den Stimmen von Matt Damon, Drew Barrymore und Bill Pullman zu hören. 2009 war Garofalo als FBI-Agentin in der siebten Staffel der Fernsehserie 24 zu sehen.
1991 heiratete sie den Fernsehautor Robert Cohen, von dem sie sich jedoch bald trennte. Die Ehe war nach Aussage von Garofalo ein Versehen, da sie und Cohen gedacht hatten, die in Las Vegas vollzogene Zeremonie sei nicht rechtlich bindend gewesen. Als Cohen sich 2012 mit seiner heutigen Frau verlobte, stellte sich heraus, dass er formell bereits seit über 20 Jahren verheiratet war; er und Garofalo ließen sich daraufhin einvernehmlich scheiden.

## Filmografie (Auswahl)
- 1992–1997: Die Larry Sanders Show (The Larry Sanders Show, Fernsehserie, 52 Folgen)
- 1993: Stadtgeschichten (Tales of the City, Fernsehserie, 2 Folgen)
- 1994: Reality Bites – Voll das Leben (Reality Bites)
- 1994–1995: Saturday Night Live (Fernsehserie, 14 Folgen)
- 1995: Bye Bye, Love
- 1995: Cold Blooded (Coldblooded)
- 1996: Cable Guy – Die Nervensäge (The Cable Guy)
- 1996: Lügen haben lange Beine (The Truth About Cats & Dogs)
- 1996: Seinfeld (Fernsehserie, 2 Folgen)
- 1996: Die dicke Vera (Larger Than Life)
- 1997: Sweethearts
- 1997: Cop Land
- 1997: Heirat nicht ausgeschlossen (The MatchMaker)
- 1997: Touch
- 1997: Romy und Michele (Romy and Michele’s High School Reunion)
- 1997: Law & Order (Fernsehserie, Folge 7x17: Psychiater im Zwielicht)
- 1997: Hör mal, wer da hämmert (Home Improvement, Fernsehserie, Folge 6x16)
- 1998: The Thin Pink Line
- 1998: Dog Park
- 1998: Clay Pigeons – Lebende Ziele (Clay Pigeons)
- 1999: Dogma
- 1999: Mystery Men
- 1999: Eine Nacht in New York (200 Cigarettes)
- 1999: The Minus Man
- 1999: Freunde bis zum Tod (The Bumblebee Flies Anyway)
- 2000: Die Sopranos (Fernsehserie, Folge 2x7)
- 2000: King of B-Movies (The Independent)
- 2000: Die Abenteuer von Rocky & Bullwinkle (The Adventures of Rocky & Bullwinkle)
- 2000: Good Vibrations – Sex vom anderen Stern (What Planet Are You From?)
- 2001: Wet Hot American Summer
- 2001: The Search for John Gissing
- 2002: The Laramie Project (Fernsehfilm)
- 2002: Jede Menge Ärger (Big Trouble)
- 2003: Manhood
- 2003: Wonderland
- 2004: Jiminy Glick in Gagawood (Jiminy Glick in Lalawood)
- 2004: King of Queens (The King of Queens, Fernsehserie, Folge 6x15)
- 2005: Duane Hopwood
- 2005: Stay
- 2007: Two and a Half Men (Fernsehserie, Folge 5x02)
- 2007: Ratatouille (Stimme)
- 2008: The Guitar
- 2008: 24 (Fernsehserie, 21 Folgen)
- 2009: (K)ein bisschen schwanger (Labor Pains)
- 2011: Criminal Minds: Team Red (Criminal Minds: Suspect Behavior, Fernsehserie, 13 Folgen)
- 2012–2013: Delocated (Fernsehserie, 9 Folgen)
- 2014–2015: Girlfriends’ Guide to Divorce (Fernsehserie, 7 Folgen)
- 2015: Wet Hot American Summer: First Day of Camp (Miniserie, 7 Folgen)
- 2017: Submission
- 2019: Come As You Are – Roadtrip ins Leben
- 2020: The God Committee
- 2021: Flora & Ulysses